# Tom funktion
Den tomma funktionen är inom matematiken en funktion vars definitionsmängd är den tomma mängden. Om man, som i mängdteorin, likställer en funktion med dess graf är den tomma funktionen lika med den tomma mängden, varvid det alltså finns en unik tom funktion.
I kategorin av mängder finns emellertid en unik tom funktion {\displaystyle f:\emptyset \rightarrow A} för varje mängd A, vilket innebär att den tomma mängden är ett initialt objekt.